# إعلان الاستقلال الأرجنتيني

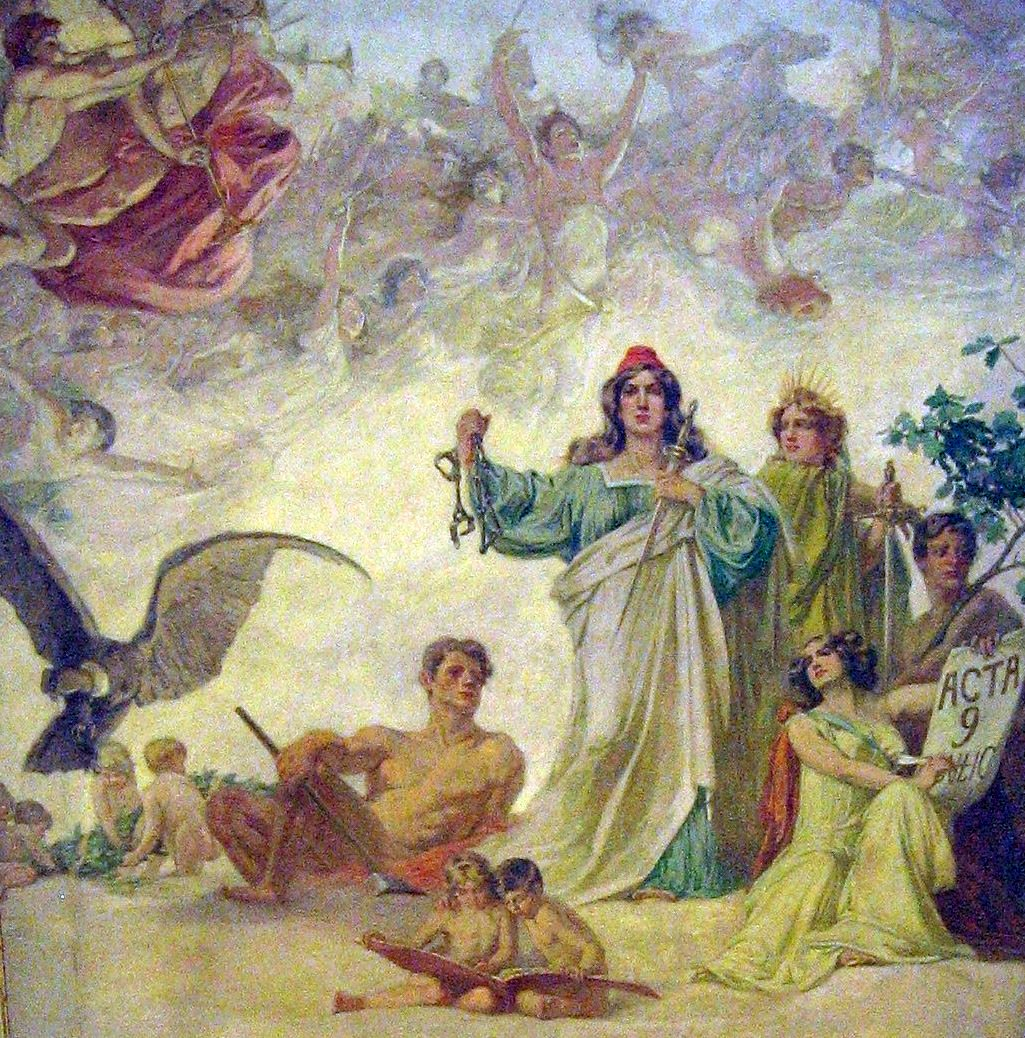
إعلان الاستقلال، بواسطة لويس دي سيرفي.

إعلان الاستقلال الأرجنتيني الذي أعلنه كونغرس توكومان في 9 يوليو 1816. في الواقع، أعلن أعضاء الكونجرس المجتمعون في توكومان استقلال المقاطعات المتحدة لأمريكا الجنوبية، وهو أحد الأسماء الرسمية لجمهورية الأرجنتين. كانت مقاطعات العصبة الفيدرالية  في حالة حرب مع المقاطعات المتحدة ولم يُسمح لها بدخول الكونغرس. في الوقت نفسه، كانت عدة مقاطعات من أعالي بيرو والتي أصبحت فيما بعد جزءًا من بوليفيا الحالية، ممثلة في الكونغرس.

## الأسباب
أعقبت ثورة مايو 1810 خلع النابليون الفرنسيين الملك الإسباني فرديناند السابع. أنهت الثورة سلطة نائب الملك سيسنيروس واستبدلت به الجمعية الأولى.
عندما استأنفت الملكية الإسبانية وظائفها في عام 1814، كانت إسبانيا مصممة على استعادة السيطرة على مستعمراتها في الأمريكتين. وعلاوة على ذلك، انتصر الملكيون من بيرو في معارك سيب سيب و واكي وفيلكابوجيو وأيوهوما في بيرو العليا، وهددوا المقاطعات المتحدة بشكل خطير من الشمال.
في 15 أبريل 1815، أنهت ثورة ولاية كارلوس ماريا دي ألفير كمدير أعلى وطالبت بإقامة مؤتمر عام. تم إرسال النواب المندوبين، كل منهم يمثل 14,000 نسمة، من جميع المقاطعات المتحدة لريو دي لا بلاتا إلى الجلسات، التي بدأت في 24 مارس 1816. ومع ذلك، لم ترسل مقاطعات الاتحاد الفيدرالي مندوبين: المقاطعات الساحلية الأرجنتينية (سانتا في وإنتري ريوس وكورينتس وميسيونس) والمقاطعة الشرقية (أوروغواي حاليا).

## تطوير
تم افتتاح الكونغرس في مدينة توكومان، وضم 33 نائبًا. وسيتم التناوب على رئاسة المؤتمر شهريا. ولأن الكونغرس كان يتمتع بحرية اختيار الموضوعات للمناقشة، فقد تبع ذلك مناقشات لا تنتهي.
انتهى التصويت أخيرًا في 9 يوليو بإعلان الاستقلال. أشار الإعلان إلى الظروف التي سادت أوروبا في السنوات الست الماضية - إزاحة نابليون لملك إسبانيا ورفض فرديناند السابع لاحقًا قبول الحكم الدستوري في شبه الجزيرة وخارجها. زعمت الوثيقة أن أمريكا الإسبانية استعادت سيادتها من تاج قشتالة في عام 1808، عندما تم عزل فرديناند السابع وبالتالي تم حل أي اتحاد بين السيادة الخارجية لإسبانيا وشبه الجزيرة. كان هذا مفهومًا قانونيًا تم الاستشهاد به أيضًا في إعلانات الاستقلال الإسبانية الأمريكية الأخرى، مثل فنزويلا (1811) والمكسيك (1810)، والتي كانت تستجيب للأحداث نفسها. كان رئيس الكونغرس في ذلك الوقت هو فرانسيسكو نارسيسو دي لابريدا، مندوب مقاطعة سان خوان. ركزت المناقشات اللاحقة على شكل الحكومة التي يجب أن تتبناها الدولة الناشئة.
واصل المؤتمر عمله في بوينس آيرس عام 1817، لكنه توقف في عام 1820 بعد معركة سيبيدا، التي عمقت الخلافات بين حزب التوحيد، الذي فضل حكومة مركزية قوية والفدراليين، الذين فضلوا حكومة مركزية ضعيفة.
أعيد بناء المنزل الذي تم فيه اعتماد الإعلان وهو الآن متحف ونصب تذكاري: منزل توكومان.

## الموقعون على الإعلان
- فرانسيسكو نارسيسو دي لابريدا، نائب عن سان خوان، الرئيس
- ماريانو بويدو، نائب عن سالتا، نائب الرئيس
- خوسيه ماريانو سيرانو، نائب عن تشاركاس (بوليفيا حاليا)، سكرتير
- خوان خوسيه باسو، نائب عن بوينس آيرس، سكرتير
- الدكتور أنطونيو ساينز، نائب عن بوينس آيرس
- الدكتور خوسيه داراغويرا، نائب عن بوينس آيرس
- الراهب كايتانو خوسيه رودريغيز، نائب عن بوينس آيرس
- الدكتور بيدرو ميدرانو، نائب عن بوينس آيرس
- الدكتور مانويل أنطونيو أسيفيدو، نائب عن كاتاماركا
- الدكتور خوسيه إجناسيو دي غوريتي، نائب عن سالتا
- الدكتور خوسيه أندريس باتشيكو دي ميلو، نائب عن تشيبشا (بوليفيا حاليا)
- الدكتور تيودورو سانشيز دي بوستامانتي، نائب عن خوخوي
- إدواردو بيريز بولنس، نائب عن قرطبة
- توماس جودوي كروز، نائب عن ميندوزا
- الدكتور بيدرو ميغيل أراوز، نائب عن توكومان
- الدكتور إستيبان أغوستين غازكون، نائب عن بوينس آيرس
- بيدرو فرانسيسكو دي أوريارتي، نائب عن سانتياغو ديل إستيرو
- بيدرو ليون جالو، نائب عن سانتياغو ديل إستيرو
- بيدرو إغناسيو ريفيرا، نائب عن ميزكي (بوليفيا حاليا)
- الدكتور ماريانو سانشيز دي لوريا، نائب عن تشاركاس (بوليفيا حاليا)
- الدكتور خوسيه سيفيرو مالابيا ، نائب عن تشاركاس ( بوليفيا حاليا)
- الدكتور بيدرو إجناسيو دي كاسترو باروس، نائب عن لاريوخا
- جيرونيمو سالغيرو، نائب عن قرطبة
- الدكتور خوسيه كولومبريس، نائب عن كاتاماركا
- الدكتور خوسيه إجناسيو ثايمز، نائب عن توكومان
- الراهب خوستو دي سانتا ماريا دي أورو، نائب عن سان خوان
- خوسيه أنطونيو كابريرا، نائب عن قرطبة
- الدكتور خوان أغوستين مازا، نائب عن ميندوزا
- توماس مانويل دي أنكورينا، نائب عن بوينس آيرس

## الاعتراف بالاستقلال
- مملكة هاواي: 1818
- البرتغال: 1821
- البرازيل، الولايات المتحدة الأمريكية: 1822
- المملكة المتحدة: 15 ديسمبر 1823
- فرنسا: 1830
- الدنمارك: 1841
- المملكة المتحدة للسويد والنرويج: 1847
- إسبانيا: 29 أبريل 1857

## الترجمات
تمت كتابة إعلان استقلال المقاطعات المتحدة لأمريكا الجنوبية باللغة الإسبانية ثم تُرجم إلى الكيتشوا والأيمارا. تُنسب النسخة الأيمرية إلى فيسنتي بازوس كانكي (1779-1852).

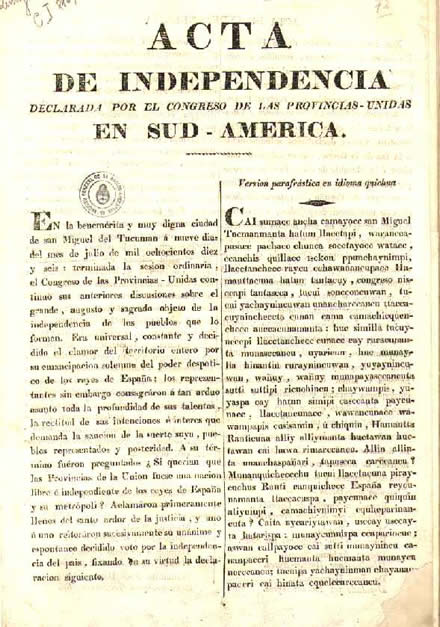
نسخة الكيتشوا
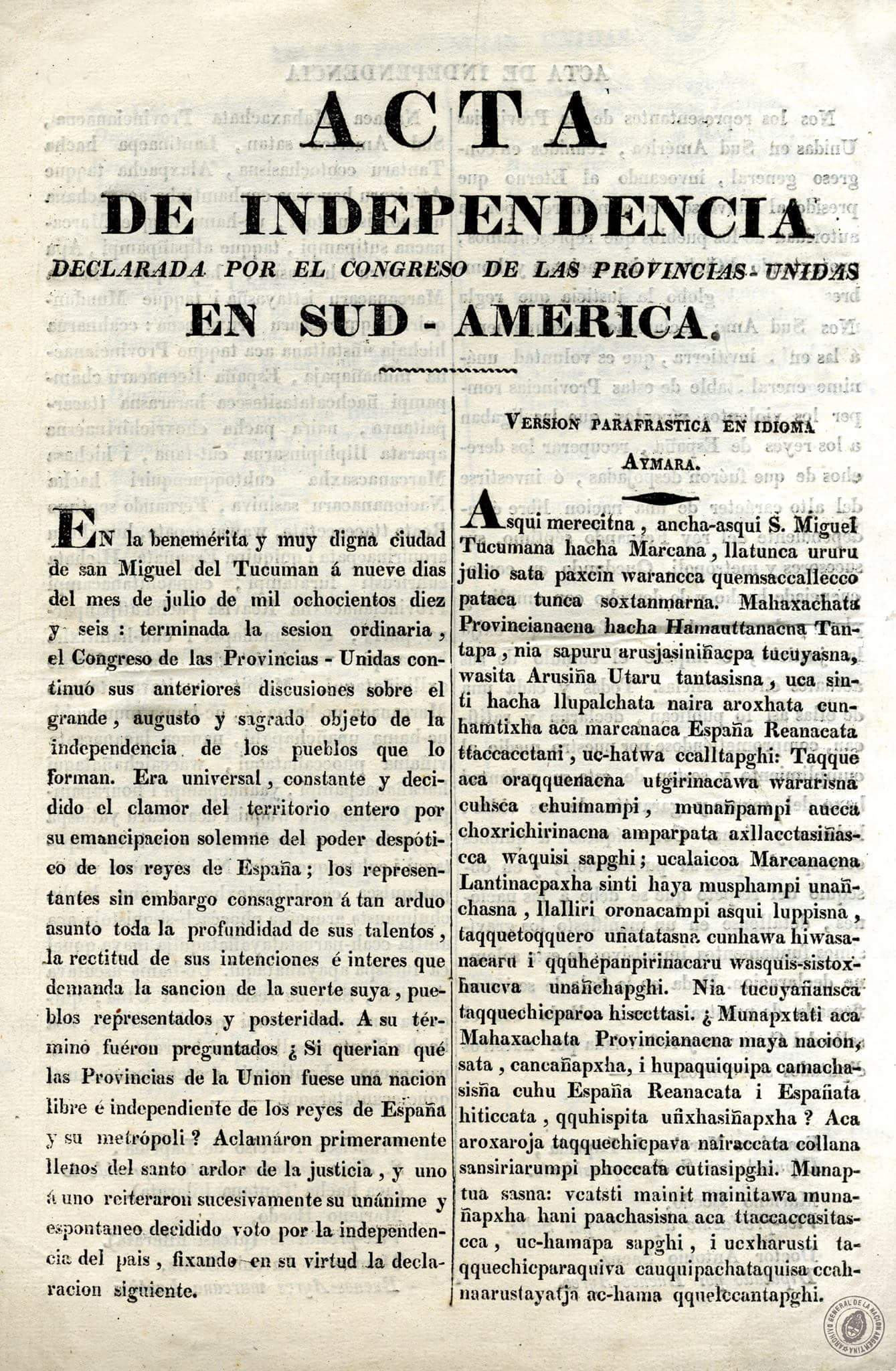
نسخة أيمارا